# Hora (ángulo)
Por otros usos véase Hora (desambiguación).
Hora es una medida de ángulos utilizada en astronomía que equivale a 15 grados sexagesimales. Tiene su origen en que la Tierra gira 15° en una hora (unidad de tiempo), completando una vuelta completa (360°) en 24 horas.
Sus divisores son:
- 1 hora = 60 minutos (min)
- 1 minuto = 60 segundos (s)

Una relación útil es 15° = 60 minutos, o equivalentemente, 1° = 4 minutos.
También existe una relación muy útil en el ámbito de la cartografía a la hora de hacer cálculos, que es 1 hora = 15°.
La ascensión recta es un ángulo que se mide en horas, minutos y segundos.
Así, AR = 3 h 25 min 13 s = 3,4202777… h = 51,304166…° = 51°18′15″.
- Datos: Q9004710